# Belarusfilm
Belarusfilm (în belarusă Беларусьфільм, în rusă Беларусьфильм, transliterat: Belarusfilm) este principalul studio de cinema din Belarus.

## Istoric
Compania a fost fondată în 1928 la Leningrad ca studio sovietic din Belarus (Савецкая Беларусь), înainte ca activitățile sale să fie transferate la Minsk în 1939. Producția de filme a fost întreruptă de război și a fost reluată în 1946, când studioul și-a luat numele actual.
În perioada sovietică, studioul a fost supranumit „Partizanfilm”, datorită producției unui număr mare de filme care descriu lupta partizanilor sovietici împotriva ocupanților naziști.
Studioul este cunoscut și pentru filmele pentru copii care a produs peste 130 de filme de animație.

## Filme realizate la Belarusfilm

### Uniunea Sovietică
- 1934 Le Lieutenant Kijé (Поручик Киже / Porucik Kije), regia Aleksandr Fainzimmer
- 1936 Les Chercheurs de bonheur (Искатели счастья / Iskateli sceastia), regia Vladimir Korș-Sablin și Iosif Șapiro
- 1949 Rețeaua morții (Константин Заслонов / Konstantin Zaslonov), regia Aleksandr Fainzimmer și Vladimir Korș-Sablin
- 1954 Copiii partizanului	(Дети партизана / Deti partizana), regia Nikolai Figurovski și Lev Golub
- 1959 Ceasul s-a oprit la miezul nopții (Часы остановились в полночь / Ceasî ostonovilis v polnoci), regia Nikolai Figurovski
- 1959 Frunze roșii (Красные листья / Krasnîe listia), regia Vladimir Korș-Sablin
- 1962 Strada mezinului	(Улица младшего сына / Ulița mladșego sîna), regia Lev Golub
- 1963 A treia rachetă	(Третья ракета / Tretya raketa), regia Richard Viktorov
- 1968 Bun pentru serviciul auxiliar (Годен к нестроевой / Goden k nestroevoi), regia Vladimir Rogovoi și Efraim Sevela
- 1973 La Dague (Кортик / Kortik), regia Nikolai Kalinin
- 1974 Pasărea de bronz (Бронзовая птица / Bronzovaia ptița) , regia Nikolai Kalinin
- 1975 Les Aventures de Bouratino (Приключения Буратино / Prikliucenia Buratino), regia Leonid Neceaev
- 1977 À propos du Petit Chaperon rouge (Про Красную Шапочку / Pro Krasnuiu Șapociku), regia Leonid Neceaev
- 1985 Vino și vezi (Иди и смотри / Idi i smotri), regia Elem Klimov (coop. cu Mosfilm)

### Belarus
- 1993 Az vozdam (Аз воздам / Az vozdam), regia Boris Stepanov, Margarita Kasîmova și Boris Șadurski
- 1993 Moi Ivan, toi Abraham, regia Yolande Zauberman
- 1995 Lato milosci, regia Feliks Falk
- 1997 From Hell to Hell (Из ада в ад / Iz ada v ad), regia Dmitri Astrahan
- 2006 Franz + Polina (Франц + Полина / Franz + Polina), regia Mihail Segal
- 2010 Cetatea Brest (Брестская крепость / Brestskaia krepost), regia Alexander Kott

## Vezi și
- Listă de studiouri de film
- Mosfilm